# Вилксвил (Охајо)
Вилксвил (енгл. Wilkesville) град је у америчкој савезној држави Охајо.

## Демографија
По попису из 2010. године број становника је 149, што је 2 (-1,3%) становника мање него 2000. године.
| Група             | 2000.       | 2010.       |
| Белци             | 144 (95,4%) | 144 (96,6%) |
| Афроамериканци    | 0 (0,0%)    | 1 (0,7%)    |
| Азијати           | 0 (0,0%)    | 0 (0,0%)    |
| Хиспаноамериканци | 0 (0,0%)    | 4 (2,7%)    |
| Укупно            | 151         | 149         |